# اتینودیول
اتینودیول (انگلیسی: Etynodiol) نوعی پروژستین استروئیدی از گروه ۱۹-ناندرولون‌هاست که هیچ گاه وارد بازار دارویی نشد.